# Eli Friedlander
Eli Friedlander (* 1960) ist ein israelischer Philosoph.  

## Leben
Eli Friedlander wurde 1992 in Philosophie an der Harvard University bei Burton Dreben und Stanley Cavell promoviert. Er ist Professor für Philosophie und Leiter des philosophischen Instituts an der Universität Tel Aviv. Er hat Untersuchungen über Ludwig Wittgenstein, Jean-Jacques Rousseau und Walter Benjamin veröffentlicht und forscht über die Ästhetik Immanuel Kants. Friedlander schreibt Kunst- und Filmkritiken und arbeitet gelegentlich auch als Bühnenbildner in Operninszenierungen.

## Ehrungen
- 1992 Francis Bowen Prize[3] für den Aufsatz Chambery, June 12, 1754.

## Schriften (Auswahl)
Aufsätze
- Some Thoughts on Kitsch. In: History & Memory, Jg. 9 (1997) Heft 1/2, S. 376–392, ISSN 0935-560X
- Chambery, June 12, 1754. A reading of The discourse on the origins of inequality. In: Political Theory, Bd. 28 (2000), Heft 2, S. 254–272, ISSN 0090-5917 (EA 1992)

Bücher
- Walter Benjamin. A philosophical portrait. Harvard University Press, Cambridge, Mass. 2012, ISBN 978-0-674-06169-9.
  - deutsch: Walter Benjamin. Ein philosophisches Porträt. Beck, München 2013, ISBN 978-3-406-65457-2 (übersetzt von Christa Krüger).
- J. J. Rousseau. An afterlife of words. Harvard University Press, Cambridge, Mass. 2004, ISBN 0-674-01514-2.
- Signs of Sense. Reading Wittgenstein's Tractatus. Harvard University Press, Cambridge, Mass. 2001, ISBN 0674-03732-4.
- Expressions of judgement. Dissertation. Harvard University 1992.